# The Hard Way
The Hard Way (titulada en España Colegas a la fuerza, y Duro de aguantar en Hispanoamérica) es una película estadounidense de comedia de acción, estrenada en 1991 y protagonizada por Michael J. Fox y James Woods. Es dirigida por John Badham. La película también tiene actuaciones de Stephen Lang, Annabella Sciorra, Luis Guzmán, LL Cool J, Delroy Lindo, Penny Marshall, y Bryant Gumbel, como él mismo. También hay apariciones tempranas de Christina Ricci, Mos Def, Kathy Najimy, Michael Badalucco, Mary Mara, y Lewis Black. Es la primera aparición en 14 años de Karen Lynn Gorney, desde que protagonizó en Saturday Night Fever en 1977. 
Cerca de una década después, Michael J. Fox y James Woods fueron elegidos por Columbia Pictures como las voces de Stuart Little y Falcon, respectivamente, para la película Stuart Little 2.

## Elenco
- Michael J. Fox... Nick Lang/Ray Casanov
- James Woods... Detective Lt. John Moss, NYPD
- Stephen Lang... "El AguaFiestas"
- Annabella Sciorra... Susan
- John Capodice... Detective Grainy, NYPD
- Delroy Lindo... Capitán Brix, NYPD
- Luis Guzmán... Detective Benny Pooley, NYPD
- LL Cool J... Detective Billy, NYPD
- Mary Mara... Detective China, NYPD
- Bruce Goldberg... Conductor de taxi
- Penny Marshall... Angie, agente de Nick
- Christina Ricci... Bonnie, hija de Susan
- George Kee Cheung...
- Lewis Black...
- Rand Foerster... Banquero
- Kathy Najimy...
- Mos Def...
- Bill Cobbs...
- Leif Riddell ...
- Johnny Sanchez...
- Karen Lynn Gorney...
- Holly Kuespert ...
- Michael Badalucco... Hombre de la pizza
- Fracaswell Hyman (creador de The Famous Jett Jackson)... Wino
- Bryant Gumbel... Él mismo
- Jan Speck... Frank
- David Sosna... Billy

## Recepción
La película tuvo una reacción positiva.

### Taquilla
La película debutó en el número 3.